# Джеффри (фильм)
«Джеффри» (англ. Jeffrey) — кинокомедия режиссёра Кристофера Эшли. Её сюжет основан на пьесе Пола Рудника, который также написал сценарий к фильму.

## Сюжет
Джеффри — нью-йоркский гей, актёр театра, который вынужден зарабатывать на жизнь, подрабатывая официантом. С началом эпидемии СПИДа среди гомосексуалов он решает продолжить свою жизнь без секса, но вскоре в спортзале Джеффри знакомится с убийственно красивым и обаятельным барменом Стивом. Через некоторое время герой узнаёт, что его идеальный партнёр является носителем ВИЧ-инфекции. Мир Джеффри померк. Окружающие пытаются убедить его в том, что он должен просто дружить со Стивом, обходясь без секса, так как это единственная безопасная возможность провести остаток жизни с любимым человеком. Джеффри сталкивается с моральной дилеммой, избегая интимной близости со Стивом. Он отправляется к католическому священнику за советом, но когда святой отец на исповеди узнаёт, что перед ним гей, он отказывает молодому человеку в поддержке. Джеффри подвергается давлению со стороны друзей и в конце концов сдаётся. Он решает жить со Стивом полноценной жизнью без фобий и предрассудков.

## В ролях
| Актёр            | Роль                              |
| ---------------- | --------------------------------- |
| Стивен Уэбер     | Джеффри                           |
| Майкл Т. Уайсс   | Стив                              |
| Питер Джекобсон  | приятель Джеффри                  |
| Дэвид Торнтон    | приятель Джеффри                  |
| Патрик Стюарт    | Стерлинг                          |
| Кристин Барански | Энн                               |
| Виктор Гарбер    | Тим                               |
| Кэмрин Мангейм   | одинокая женщина                  |
| Сигурни Уивер    | Дебра Мурхауз                     |
| Кэти Наджими     | приятельница Джеффри              |
| Этан Филипс      | Дэйв                              |
| Дебра Монк       | мать Джеффри                      |
| Нейтан Лейн      | отец Дэн                          |
| Олимпия Дукакис  | миссис Марканджело                |
| Ленка Питерсон   | женщина в церкви                  |
| Кевин Нилон      | телерепортёр (в титрах не указан) |